# Rocksteady Studios
Rocksteady Studios — британский разработчик компьютерных игр, штаб-квартира которого находится в Лондоне, Великобритания. Студия основана 13 декабря 2004 года и наиболее известна своими играми серии Batman: Arkham. Компания является дочерним подразделением Warner Bros. Games.

## История
Rocksteady Studios была основана в 2004 году Сефтоном Хиллом и Джейми Уокером. Часть сотрудников перешла из закрытой компании Argonaut Games.
В феврале 2010 года студия была приобретена Time Warner. Square Enix Europe подтвердила, что она продолжает удерживать 25,1 % доли Rocksteady Studios.
На мероприятии 2009 Spike Video Game Awards Rocksteady Studios выиграла звание студии года.
После 2016 года студия работала над неанонсированным AAA-проектом для Xbox Series X/S, PlayStation 5, ПК и воздерживалась от каких-либо подробностей. Сефтон Хилл извинился за отсутствие на выставке E3, а также написал, что не стоит ждать анонсов к The Game Awards 2018. Rocksteady далее пропустила E3 2019.
7 августа 2020 года, после долгого молчания, был представлен тизер новой игры по франшизе «Отряд самоубийц». Официальный трейлер показан 22 августа, выпуск Suicide Squad: Kill the Justice League намечен на 2022 год. Действие разворачивается в Метрополисе и входит в игровую вселенную Batman: Arkham. Однако создатели объявили перенос на 2023 год. Позже релиз откладывался снова и состоялся 2 февраля 2024 года.  
В 2022 году из компании ушли основатели Джейми Уокер и Сефтон Хилл, их должности заняли Нейтан Берлоу и Дариус Садегян.
Suicide Squad: Kill the Justice League, вышедшая 2 февраля 2024 года, подверглась критике за сюжет, игровой процесс, персонажей и многопользовательский режим. Пользователи обвинили разработчиков в неуважении к наследию серии Arkham и непонимании вселенной DC. Warner Bros. Discovery заявила, что данная игра Rocksteady не оправдала ожиданий и для бизнеса издателя наступил трудный год. По словам руководства компании, разочаровывающий релиз Suicide Squad привёл к снижению прибыли на 200 миллионов долларов в первом квартале 2024 года. Eurogamer сообщил об увольнениях в Rocksteady после неудовлетворительных результатов игры, кроме того, руководство студии признало, что это ухудшит качество выпускаемой продукции. Под сокращения попали программисты, художники и сотрудники отдела контроля качества.

## Список разработанных игр
| Название игры                          | Годы и платформы                                                           | Издатель           |
| -------------------------------------- | -------------------------------------------------------------------------- | ------------------ |
| Urban Chaos: Riot Response             | - 2006 — Xbox, PlayStation 2                                               | Eidos Interactive  |
| Batman: Arkham Asylum                  | - 2009 — Windows, Xbox 360, PlayStation 3 - 2016 — Xbox One, PlayStation 4 | Warner Bros. Games |
| Batman: Arkham City                    | - 2011 — Windows, Xbox 360, PlayStation 3 - 2016 — Xbox One, PlayStation 4 | Warner Bros. Games |
| Batman: Arkham Knight                  | - 2015 — Windows, Xbox One, PlayStation 4                                  | Warner Bros. Games |
| Batman: Arkham VR                      | - 2016 — PlayStation VR - 2017 — HTC Vive, Oculus Rift                     | Warner Bros. Games |
| Suicide Squad: Kill the Justice League | - 2024 — Windows, Xbox Series X/S, PlayStation 5                           | Warner Bros. Games |